# Adolf Fredrik Björlin
Adolf Fredrik Björlin (* 24. Februar 1837 in Gräsmark, Värmland; † 22. Februar 1915 in Haga, Göteborg) war ein schwedischer Maler der Düsseldorfer Schule.

## Leben
Björlin war zweitältester von drei Söhnen des Eisenhütten-Verwalters Johan Petter Björlin (1797–1856) und dessen Ehefrau Kjerstin Burman (1797–1845). Nach der Schulausbildung ging er 1857 nach England, wo er fünf Jahre Malerei studierte. Zu seinem Bekanntenkreis zählte der schwedische Landschaftsmaler Marcus Larson. Mitte der 1860er Jahre zog er nach Deutschland und bereiste unter anderem die Kunstzentren Düsseldorf, München und Dresden. In Düsseldorf schrieb er sich 1866 an der Kunstakademie Düsseldorf ein. In der Elementarklasse der Düsseldorfer Akademie war er Schüler von Andreas Müller und Heinrich Lauenstein. 1879 kehrte er nach Schweden zurück und lebte dort an verschiedenen Orten. 1915 verstarb er – erkrankt an einem Glaukom – in Göteborg.